# سفارة بنما في فرنسا
سفارة بنما في فرنسا هي أرفع تمثيل دبلوماسي لدولة بنما لدى فرنسا. تقع السفارة في وهي تهدف لتعزيز المصالح البنمية في فرنسا.

## وصلات خارجية
- الموقع الرسمي
- قائمة سفارات بنما
- قائمة السفارات في فرنسا